# Cleveland (Contea di Taylor, Wisconsin)
Cleveland è un comune degli Stati Uniti, situato in Wisconsin, nella Contea di Taylor.